# 青岛市市立医院
青岛市市立医院是位于中华人民共和国山东省青岛市的一所三级甲等综合性医院，其前身为1923年建立在青岛病院新町分院及普济医院原址上的胶澳商埠普济医院，1931年变更为现名。2015年，成立了国际医疗合作中心，并与多家国内外医院结成姊妹医院。2016年，以市立医院为主体，多家医院组成成立了青岛市市立医院集团。医院现有本部、东院区、西院区三个院区。

## 院区

### 本部院区

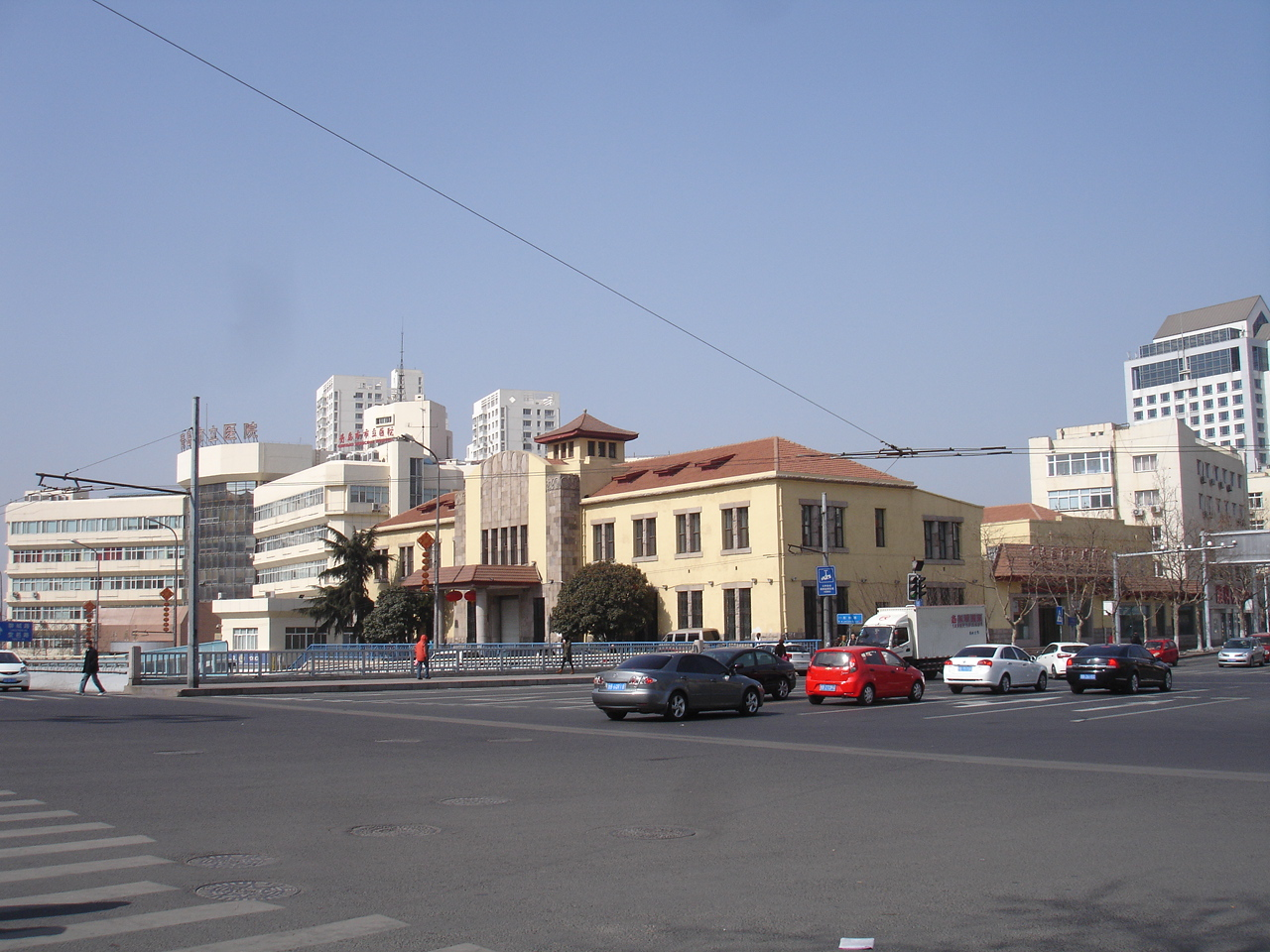
市立医院本部院区

青岛市市立医院本部院区（原称西院区）位于青岛市市北区胶州路1号，即为原胶澳商埠普济医院建立之处，是市立医院总部所在。

### 二分部
青岛市市立医院二分部邻近本部院区，位于青岛市市北区城阳路5号，最初为美国信义会于1929年设立于原德国信义会住宅的信义会医院，1949年后改为青岛市中医院，1999年原中医院与青岛市第二人民医院合并为青岛市海慈医疗集团，院址于2000年移交给市立医院。

### 东院区
青岛市市立医院东院区位于青岛市市南区东海中路5号，原为1962年建立的燕儿岛疗养院，1982年8月更名为核工业部青岛疗养院，1999年划归青岛市卫生局，改称青岛市东部医院。2001年12月27日并入市立医院后于2003年2月开始一期工程，2006年6月一期建成投入使用。二期工程于2014年11月7日开工，于2018年4月投入使用。

### 西院区
青岛市市立医院西院区位于青岛市市南区朝城路2号甲，系2017年7月青岛市第九人民医院保留原有建制整体纳入市立医院（集团）管理的院区。